# オリー郡 (サウスカロライナ州)
オリー郡（オリーぐん、英: Horry County、[ˈɒriː] ORR-ee）は、アメリカ合衆国サウスカロライナ州の東端、ピーディー地域に位置する郡である。人口は35万1029人（2020年）。郡庁所在地はコンウェイであり、同郡で人口最大の都市はマートルビーチである。
オリー郡はチャールストンからは北に160km、州都コロンビアからは東に240kmに位置している。

## 歴史
オリー郡は1801年に設立され、当時の人口は推計550人だった。領域が完全に水域に囲まれていたので、事実上「外界」からの援助無しに生き残る必要があったので、独立色の強い地域となり、「オリー独立共和国」という呼び方もあった。郡名は、アメリカ独立戦争の英雄ピーター・オリーに因んで名付けられた。オリーは1743年頃にサウスカロライナで生まれ、1775年にサウスカロライナ植民地議会により選ばれた第1および第2連隊の20人の大尉の1人としてその軍歴を始めた。1790年、「沼の狐」フランシス・マリオン准将の下でサウスカロライナ民兵隊に配属された。
2012年10月29日、コンウェイ市にあるオリー郡政府と司法センターの中に、ピーター・オリーの青銅像を除幕することで、郡名の由来となった人物に対する敬意を表明した。この像はテキサス州ラボックの彫刻家ガーランド・ウィークスがデザインし、台座の石は州内のコースタル・モニュメント・オブ・コンウェイが製作した。台座の側面には郡が設立された1801年時の郡政委員会名簿、反対側には2011年の郡政委員会名簿、正面にはピーター・オリーの略歴が彫られた。銅像と台座を含め制作費は16,200米ドルを少し超えた
。

## 地理
アメリカ合衆国国勢調査局によれば、郡域総面積は1,255平方マイル (3,250.4 km2)、このうち陸地面積は1,134平方マイル (2,937.0 km2)、水域面積は121平方マイル (313.4 km2) (水域率9.66%) である。郡内最高地点は海抜124フィート (38 m) である。オリー郡はサウスカロライナ州の北東隅にあり、川、海浜、森林、沼地と多様な地形である。東は大西洋、西はリトルピーディー川とドラウニング・クリーク（別名ランバー川）、北はノースカロライナ州に接している。約140マイル (225 km) の長さがあるワッカモー川がノースカロライナ州南東部とサウスカロライナ州東部を流れてオリー郡に入り、2州の境界にそって海岸平原を流れ、大西洋に注いでいる。

### 交通

#### 空港
- マートルビーチ国際空港 (MYR)
- グランドストランド空港 - ノースマートルビーチ市 (CRE)
- コンウェイ・オリー郡空港 (HYW)
- ツインシティ空港 - ロリス市 (5J9)
- グリーンシー空港 (S79)

#### 公共交通機関
- コーストRTA[7] - 週7日、年間364日運行しているバスの交通体系。オリー郡とグランドストランド地域では、マートルビーチ、ノースマートルビーチ、サーフサイド、ガーデンシティ、コンウェイ、ロリス、エイナー各市町を含め15系統が運行されている。

#### 主要高規格道路
- 州間高速道路20号線（計画中）
- 州間高速道路73号線（計画中）
- 州間高速道路74号線（計画中）
- アメリカ国道10号線
- アメリカ国道17号線産業道路（マートルビーチ）
- アメリカ国道76号線
- アメリカ国道378号線
- アメリカ国道501号線
- アメリカ国道701号線
- サウスカロライナ州道9号線
- サウスカロライナ州道22号線
- サウスカロライナ州道31号線
- サウスカロライナ州道65号線
- サウスカロライナ州道90号線
- サウスカロライナ州道179号線
- サウスカロライナ州道319号線
- サウスカロライナ州道410号線
- サウスカロライナ州道544号線
- サウスカロライナ州道707号線
- サウスカロライナ州道905号線
- サウスカロライナ州道917号線

### 隣接する郡
- コロンバス郡 (ノースカロライナ州) - 北東
- ブランズウィック郡 (ノースカロライナ州) - 東
- ロブソン郡 (ノースカロライナ州) - 北
- ジョージタウン郡 - 南西
- マリオン郡 - 西
- ディロン郡 - 北西

### 国立保護地域
- ワッカモー国立野生生物保護区（部分）

## 人口動態
以下は2000年の国勢調査による人口統計データである。
| 基礎データ - 人口: 263,868人 - 世帯数: 81,800 世帯 - 家族数: 54,478 家族 - 人口密度: 67人/km2（173人/mi2） - 住居数: 122,085軒 - 住居密度: 42軒/km2（108軒/mi2） 人種別人口構成 - 白人: 81.05% - アフリカン・アメリカン: 15.50% - ネイティブ・アメリカン: 0.40% - アジア人: 0.76% - 太平洋諸島系: 0.06% - その他の人種: 1.16% - 混血: 1.07% - ヒスパニック・ラテン系: 2.57% 年齢別人口構成 - 18歳未満: 21.3% - 18-24歳: 9.4% - 25-44歳: 29.3% - 45-64歳: 25.0% - 65歳以上: 15.0% - 年齢の中央値: 38歳 - 性比（女性100人あたり男性の人口） - 総人口: 96.4 - 18歳以上: 94.1 | 世帯と家族（対世帯数） - 18歳未満の子供がいる: 26.3% - 結婚・同居している夫婦: 51.4% - 未婚・離婚・死別女性が世帯主: 11.5% - 非家族世帯: 33.4% - 単身世帯: 25.8% - 65歳以上の老人1人暮らし: 8.5% - 平均構成人数 - 世帯: 2.37人 - 家族: 2.84人 収入と家計 - 収入の中央値 - 世帯: 42,515米ドル - 家族: 42,676米ドル - 性別 - 男性: 27,663米ドル - 女性: 21,676米ドル - 人口1人あたり収入: 19,949米ドル - 貧困線以下 - 対人口: 12.0% - 対家族数: 8.4% - 18歳未満: 17.9% - 65歳以上: 8.7% |

## 都市と町

### 主要都市
- コンウェイ - 郡庁所在地
- マートルビーチ
- ノースマートルビーチ

### 小都市と町
- アトランティックビーチ
- エイナー
- ブライアクリフエーカーズ
- ロリス
- サーフサイドビーチ

### 国勢調査指定地域
- バックスポート
- フォレストブルック
- ガーデンシティ
- リトルリバー
- レッドヒル
- ソカスティ

### 未編入の町
| - オールズブルック - バクスターフォークス - ベイボロ - ブルックスビル - バックスビル - バージェス - カロライナフォレスト - シーダーブランチ - チェリーグローブビーチ - クールスプリング | - クレセントビーチ - デイジー - ガリバンツフェリー - グラスヒル - グリーンシー - ガーリー - ハンド - ヒッコリーグローブ - ホームウッド - イングラムビーチ | - ケチャップタウン - コーニグ - レイクウッド - ロングス - ロリス - ニクソンビル - ニクソンズクロスローズ - オーシャンドライブビーチ - パインアイランド - ポールキャットランディング | - ポプラ - レッドブラフクロスローズ - シェル - スプリングメイドビーチ - トッドビル - ワムピー - ウィンディヒル |

## 郡政府

### 郡政委員会
郡政委員会は12人の委員で構成される。議長が郡全体を選挙区に選ばれ、他の11人は11の小選挙区から選ばれている。2013年の党派別内訳は、共和党10人、民主党2人である。任期は4年間であり、2年毎に半数が改選される。

### 警察組織
オリー郡はオリー郡警察部という独自の警察組織を持っており、郡内未編入領域に24時間のサービスを行っている。オリー郡保安官事務所は裁判所と郡監獄の保安も担当している。サウスカロライナ州ハイウェイパトロールがコンウェイ市に第5部隊事務所を置いており、郡内全体をカバーしている。マートルビーチ、コンウェイ、ブライアクリフエーカーズ、アトランティックビーチ、サーフサイドビーチ、エイナー各市町は独自の警察署を持っており、その市町ナイを担当している。ノースマートルビーチ市は公衆安全部があり、市内の警察と消防を担当している。